# Thanongsak Panpipat
Thanongsak Panpipat (Thai: ทนงศักดิ์ พันภิพัฒน์, * 3. August 1979 in Suphan Buri) ist ein ehemaliger thailändischer Fußballspieler.

## Karriere
Seine erste Station als Torwart in seiner Profilaufbahn war Suphanburi FC. Bei dem Verein aus Suphanburi unterschrieb 2002 seinen ersten Profivertrag. Für Suphanburi stand er 44-mal im Tor. Nach Vertragsende unterschrieb er 2005 einen Vertrag beim Bangkok Bank FC. Für dem Hauptstadtverein stand er 97-mal zwischen den Pfosten.  2009 wechselte er für zwei Jahre zu Muangthong United nach Pak Kret, wo er das erste Jahr an den Sriracha FC ausgeliehen wurde. Für Muangthong United bestritt er acht Spiele. 2011 wechselte er zum Bangkoker Verein BEC Tero Sasana FC, wo er einen Zweijahresvertrag unterschrieb. 2012 wurde er nach Chiangrai zu Chiangrai United verliehen. Hier absolvierte er 29 Spiele. Nach Ende der Ausleihe wurde er 2013 von Chiangrai United fest unter Vertrag genommen. Hier spielte er bis 2016 insgesamt 61-mal für den Verein. 2017 spielte er sechs Monate für den Super Power Samut Prakan FC in der ersten Liga. Mitte 2017 wechselte er zum Ligakonkurrenten Pattaya United nach Pattaya. Für den Erstligisten absolvierte er fünf Erstligaspiele. 2019 schloss er sich dem Zweitligisten Sisaket FC an. Am Ende der Saison 2020/21 musste er mit dem Verein aus Sisaket den Weg in die Dritte Liga antreten. Nach dem Abstieg verließ er Sisaket und ging nach Loei, wo er einen Vertrag beim Drittligisten Muang Loei United FC unterschrieb. Mit Muang Loei spielte er in der North/Eastern Region der Dritten Liga. Hier stand er bis Ende des Jahres unter Vertrag. Im Januar 2022 wechselte er in die Eastern Region wo er sich in Ban Khai dem Bankhai United FC anschloss. Nach der Saison wechselte er im Sommer 2022 wieder in die zweite Liga, wo er sich im nahegelegenen Rayong dem Rayong FC anschloss. Nach drei Einsätzen in der zweiten Liga wechselte er im Sommer 2023 zum ebenfalls in der zweiten Liga spielenden Chainat Hornbill FC. Nach sechs Ligaspielen wurde sein Vertrag in Chainat im Januar 2024 nicht verlängert. Im gleichen Monat nahm ihn der Zweitligist Suphanburi FC unter Vertrag. Am Ende der Saison 2024/25 musste er mit Suphanburi in die dritte Liga absteigen. Nach dem Abstieg beendete er im Sommer 2025 seine Karriere als Fußballspieler.

## Erfolge
Muangthong United
- Thailändischer Meister: 2010
- Thailändischer Pokalfinalist: 2010